# Karongasaurus
Karongasaurus is een sauropode dinosauriër behorende tot de groep van de Macronaria en meer in het bijzonder tot de Titanosauria, tijdens het vroege Krijt levend in het gebied van het huidige Malawi in Afrika.

## Vondst en naamgeving
De typesoort Karongasaurus gittelmani is in 2005 benoemd en beschreven door Elizabeth Gomani, als eerste dinosauriër in een elektronische publicatie. De geslachtsnaam verwijst naar het district Karonga. De soortaanduiding eert Steve Gittelman, de voorzitter van de Dinosaur Society.
De vondst uit juli 1990, holotype Mal-175, gedaan in de Dinosaur Beds-formatie die dateert uit het Aptien, bestaat uit het dentarium van de linkeronderkaak.  Verschillende losse tanden uit dezelfde laag werden aan de soort toegewezen. Het gaat hier om de specimina Mal-7, Mal-10, Mal-11, Mal-12, Mal-13, Mal-14, Mal-15,
Mal-16, Mal-33, Mal-36, Mal-39, Mal-153, Mal-156, Mal-267, Mal-268, Mal-269, Mal-271, Mal-272 en Mal-307.

## Beschrijving
Karongasaurus is, voor zover uit de enkele kaak kan worden opgemaakt, een vrij kleine sauropode. De onderzoeksleider bij de opgravingen, professor Louis Leo Jacobs, heeft in het verleden gespeculeerd dat het om een juveniel dier ging.
Gomani stelde enkele onderscheidende kenmerken vast. Het dentarium kromt vooraan sterk naar binnen naar het raakvlak met zijn tegenhanger. Het voorste eind van het dentarium staat niet haaks op de lengteas maar helt naar voren. De voorste bovenkant van het dentarium waaiert naar voren uit. Alleen het voorste gedeelte van het dentarium draagt tanden. De tanden zijn stiftvormig met slijtvlakken die schuin staan op de horizontale as. Het is moeilijk vast te stellen of de afwijkende eigenschappen werkelijk duiden op een aparte soort of slechts het gevolg zijn van een jeugdige leeftijd. Men heeft er uiteindelijk toch voor gekozen de vorm zijn eigen geslacht te geven.
Het dentarium heeft een lengte van 138 millimeter met lange kegelvormige tanden in een vrij korte rij van acht centimeter. Er staan twaalf tanden in. De achterste tand ligt tweeënzestig millimeter van de achterrand van het dentarium. Achter die tand vormt de boventand een scherpe richel. Aan de binnenzijde is een groeve te zien waar vermoedelijk het os spleniale in lag met de voorste punt onder de positie van de negende tand. De vorm van de kaak, lang en plat, duidt er wellicht op dat ook de schedel tamelijk lang was.
De tanden zijn tot ruim twee centimeter lang, recht en tamelijk slank met een spitse punt. 

## Fylogenie
Gomani plaatste Karongasaurus onder voorbehoud in de Titanosauria. Overeenkomsten in de kaakvorm met de Diplodocoidea, zoals de kromming van de kaak en de voorwaartse plaatsing van slanke tanden, zouden dan een geval zijn van convergente evolutie. Ze stelt dat de morfologie van het fossiel duidt op een meer afgeleide positie voor Karongasaurus dan voor Malawisaurus, een sauropode die in dezelfde laag gevonden wordt.